# الیور فورد دیویس
الیور فورد دیویس (انگلیسی: Oliver Ford Davies؛ زادهٔ ۱۲ اوت ۱۹۳۹) بازیگر اهل انگلستان است. وی از سال ۱۹۷۲ میلادی تاکنون مشغول فعالیت بوده‌است.
از فیلم‌ها یا برنامه‌های تلویزیونی که وی در آن نقش داشته است، می‌توان به جانی اینگلیش، مادر، دریای آبی عمیق، وحی، ناخوانده، خانم دالووی، راهی طولانی تا فینچلی و راه و رسم زندگی ما اشاره کرد.